# Mora excelsa

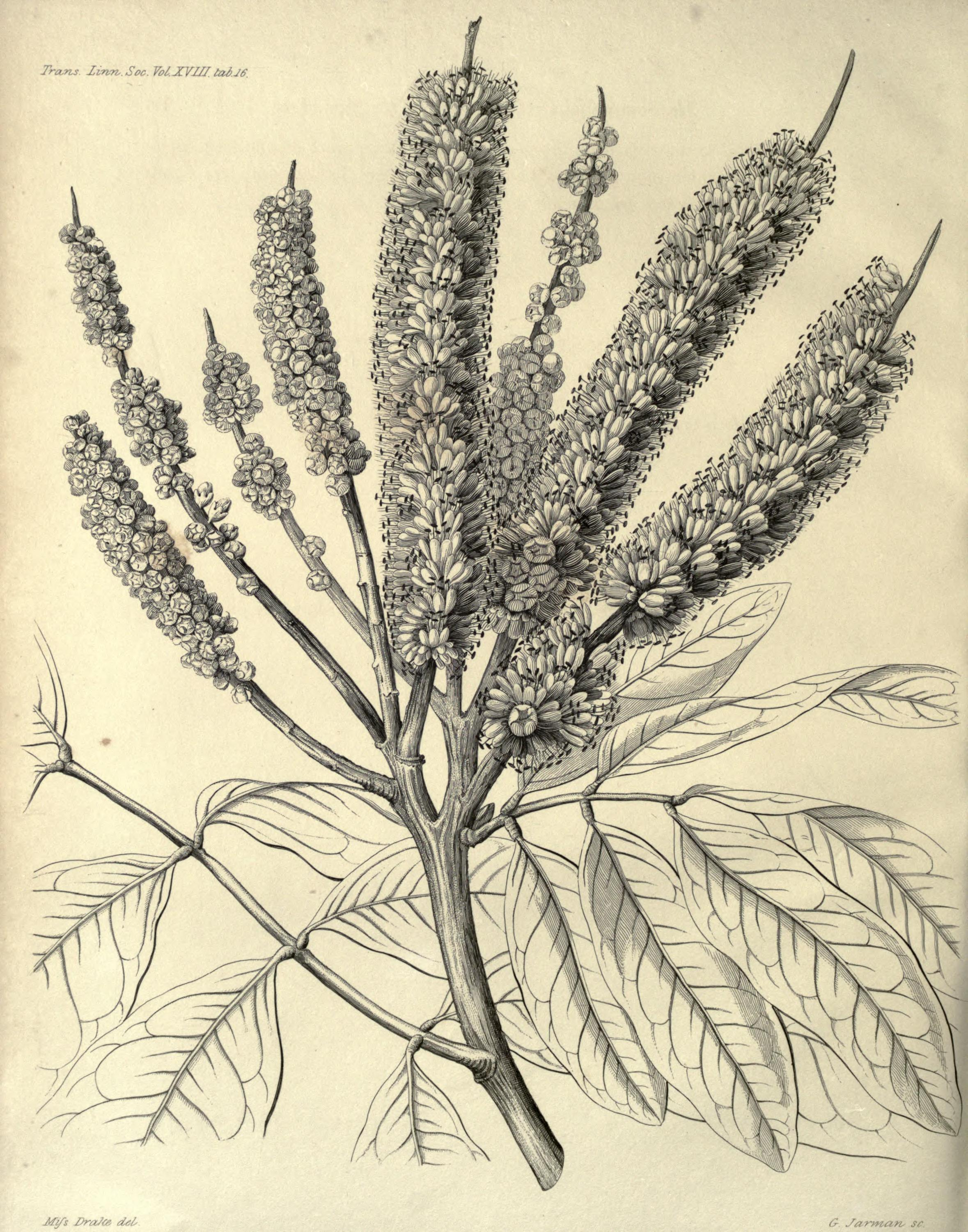
Illustration: Blütenstände und Blätter

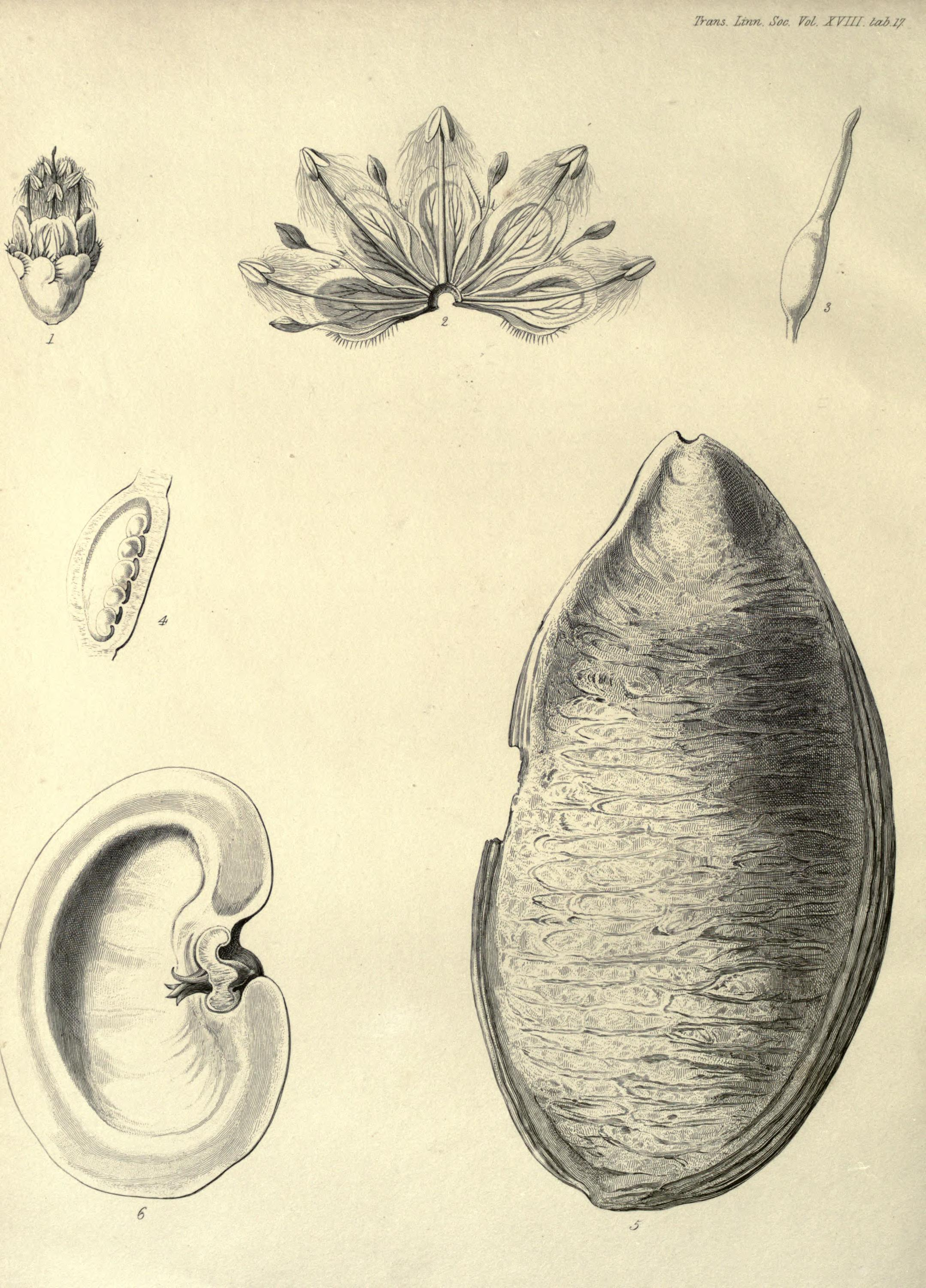
Illustration: Blüte und Frucht

Mora excelsa ist ein Baum in der Familie der Hülsenfrüchtler in der Unterfamilie der Johannisbrotgewächse. Er kommt in den Guyanas bis Venezuela und in Trinidad vor. Der Baum kommt oft an sumpfigen, feuchten Standorten bis an die Mangrovenränder vor.

## Beschreibung
Mora excelsa wächst als meist immergrüner Baum normal etwa 30–40 Meter hoch, er soll aber bis 50–60 Meter hoch werden können. Der Stammdurchmesser erreicht etwa 70–120 (bis über 200) Zentimeter. Er bildet teils meterhohe und -breite Brettwurzeln aus. Die grau-braune Borke ist glatt und leicht feinschuppig.
Die wechselständigen, gestielten Laubblätter sind meist paarig gefiedert. Die 6–8 ledrigen, ganzrandigen und kurz gestielten, kahlen Blättchen sind eiförmig, -lanzettlich bis elliptisch, lanzettlich oder verkehrt-eiförmig. An der Spitze sind sie abgerundet bis eingebuchtet oder rundspitzig bis bespitzt, spitz oder zugespitzt (junge Pflanzen, sterile Zweige). Die Blättchen sind etwa 10–25 Zentimeter lang.
Es werden vielblütige, zylindrische und lange, behaarte, endständige Ähren gebildet. Die sitzenden, weißen und kleinen, zwittrigen Blüten mit doppelter Blütenhülle sind fünfzählig. Der kleine Kelch ist becherförmig mit bewimperten Lappen. Die verkehrt-eiförmigen Petalen sind bis 6 Millimeter lang und fein bewimpert. Es sind 5 Staubblätter und alternierend, 5 keulenförmige Staminodien vorhanden. Die Antheren sind abfallend behaart, bärtig. Der gestielte, kahle und längliche Fruchtknoten ist oberständig, mit einem konischen Griffel mit kleiner, kopfiger Narbe.
Es werden ledrig-holzige, etwa 12–21 Zentimeter lange und 5–7 Zentimeter breite, abgeflachte, 4–5 Zentimeter dicke, braune und kahle, eiförmige bis elliptische Hülsenfrüchte gebildet. Sie enthalten einen oder zwei sehr große, nierenförmige, bis etwa 10–12 Zentimeter lange und 4–7 Zentimeter breite, abgeflachte, glatte und rot-braune, weichliche, schwimmfähige Samen mit dünner Samenschale. Sie zählen zu den größten Samen der Dicotyledonen. Diejenigen von Mora oleifera sind noch größer.

## Taxonomie
Mora excelsa wurde 1839 von George Bentham in Transactions of the Linnean Society of London Band 18 Teil 2, Seite 210 erstbeschrieben. Synonyme sind Mora guianensis R.H.Schomb. ex Benth. & Hook.f. und Dimorphandra mora Benth. & Hook.f.

## Verwendung
Das sehr schwere, beständige und harte, recht feuerbeständige Holz, Eisenholz, auch als Nato oder Mora bekannt, wird für verschiedene Anwendungen genutzt.
Die Rinde wird medizinisch genutzt.